# Nicolas Flagello
Nicolas Oreste Flagello (* 15. März 1928 in New York City; † 16. März 1994 in New Rochelle) war ein US-amerikanischer Komponist.

## Leben
Nicolas Flagello wurde in New York City in eine Familie mit großer Musiktradition geboren. Sein Bruder Ezio Flagello wurde ein Bass, der sehr erfolgreich an der Metropolitan Opera sang. Einer von Flagellos ersten Musiklehrern war der Komponist Vittorio Giannini. Bei ihm studierte er dann Komposition an der Manhattan School of Music sowie Dirigieren bei Ionel Perlea. Im Jahre 1955 ging er an die Accademia Nazionale di Santa Cecilia in Rom, wo er bei Ildebrando Pizzetti studierte. Erste Aufnahmen seiner Werke stammen aus den frühen 1960er Jahren. Sein Werk umfasst Kompositionen in fast allen Gattungen, darunter sechs Opern, zwei Sinfonien und acht Konzerte. Den Höhepunkt seines Schaffens erreichte er mit seinem Oratorium, The Passion of Martin Luther King (1968), welches im Jahr 1974 uraufgeführt wurde. Nicolas Flagello war einer der letzten Komponisten mit einer unverwechselbaren Ausdrucksweise, die ganz auf den Prinzipien und Techniken der europäischen Spätromantik basierten. In der Mitte der 1980er Jahre wurde seine Karriere jäh unterbrochen durch eine degenerative Erkrankung. Er starb in New Rochelle, New York, am 16. März 1994.